# Tortoman
Tortoman is een Roemeense gemeente in het district Constanța.
Tortoman telt 1756 inwoners.